# Esa (Alps Marítims)
|  | No s'ha de confondre amb Esa. |

Esa (en francès Èze) és un municipi francès situat al departament dels Alps Marítims i a la regió de Provença – Alps – Costa Blava.

## Demografia
| 1962                                       | 1968  | 1975  | 1982  | 1990  | 1999  | 2006  | 2007  | 2008  |
| ------------------------------------------ | ----- | ----- | ----- | ----- | ----- | ----- | ----- | ----- |
| 1.494                                      | 1.792 | 1.860 | 2.063 | 2.446 | 2.509 | 2.932 | 2.957 | 2.961 |
| Des de 1962: població sense dobles comptes |       |       |       |       |       |       |       |       |

## Administració
| Període   | Identitat       | Partit |
| --------- | --------------- | ------ |
| 2001-2008 | Noël Sapia      |        |
| 2008-     | Stéphane Cherki | UMP    |